# Bocaina (São Paulo)
Bocaina é um município brasileiro do estado de São Paulo. Sua população estimada em 2015 era de 11.810 habitantes. O município é formado somente pelo distrito sede, que inclui o povoado de Pedro Alexandrino.

## História

### Formação territorial-administrativa
Histórico da formação do município:
- Distrito de paz com o nome de São João da Bocaina criado no município de Jaú pelo Decreto nº 131, de 28/02/1891.
- Elevado à categoria de vila pelo Decreto nº 175, de 23/05/1891.

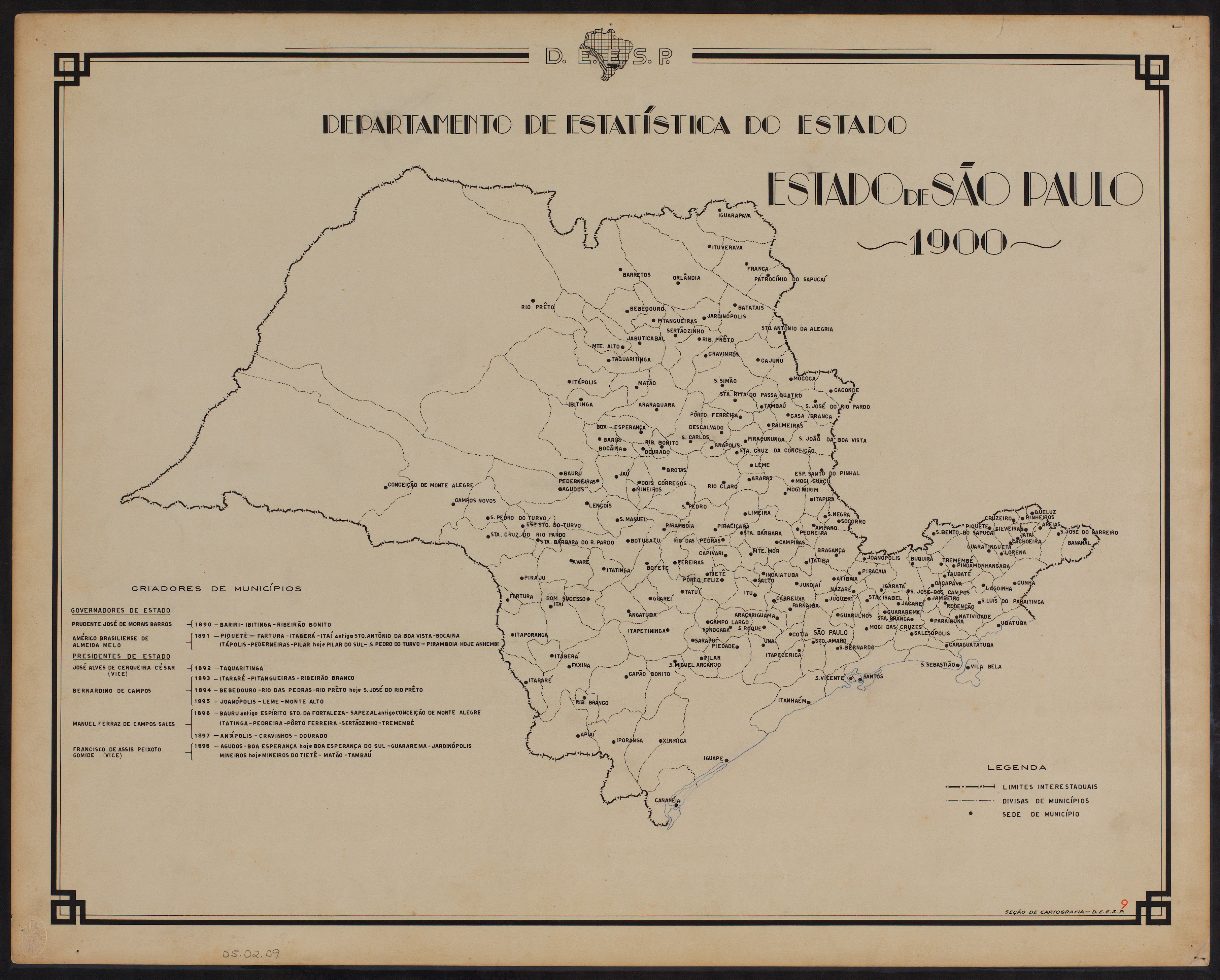
Estado de São Paulo (1900).

- Denominação do município alterada para Bocaina pelo Decreto nº 9.775, de 30/11/1938.

## Geografia
Localiza-se a uma latitude 22º08'10" sul e a uma longitude 48º31'05" oeste, estando a uma altitude de 580 metros. Possui uma área de 364,044 km².

### Hidrografia
- Rio Jacaré-Pepira

O rio Jacaré-Pepira nasce no município de São Pedro.Passa por Brotas (local de esportes radicais em suas águas), segue por Jaú, Dourado, Boa Esperança do Sul, Bocaina, Bariri e desemboca no rio Tietê próximo da barragem de Ibitinga. É considerado um dos poucos rios ainda não poluídos no Estado de São Paulo, com grande flora de matas nativas às suas margens e, ainda, muitas espécies de peixes. O rio Jacaré fica a aproximadamente 6 kms do centro de Bocaina.[carece de fontes?]

### Rodovias
- SP-255

## Demografia
Dados do Censo - 2000
População Total: 10.000
- Urbana: 8.546
- Rural: 896
- Homens: 4.711
- Mulheres: 4.731

Densidade demográfica (hab./km²): 25,94
Mortalidade infantil até 1 ano (por mil): 7,87
Expectativa de vida (anos): 76,21
Taxa de fecundidade (filhos por mulher): 2,09
Taxa de Alfabetização: 88,33%
Índice de Desenvolvimento Humano (IDH-M): 0,807
- IDH-M Renda: 0,731
- IDH-M Longevidade: 0,853
- IDH-M Educação: 0,837

(Fonte: IPEADATA)

## Política e administração
- Prefeito: Caio Augusto Crepaldi (2025 - em exercício)[11] [12]
- Vice-prefeito: André de Morais (Japa Motos) (2025- em exercício)
- Presidente da câmara: Jonas Marques de Freitas (2025 - em exercício) [13]

## Economia
A economia de Bocaina está assentada na lavoura predominantemente canavieira, com uma usina de açúcar e álcool no município; e na produção de equipamentos de proteção individual (EPI), como luvas, aventais e outros, feitos em raspa de couro. Possui um grande número de curtumes e fábricas de luvas. Daí ser considerada a Capital da Luva de Raspa.

## Infraestrutura

### Educação

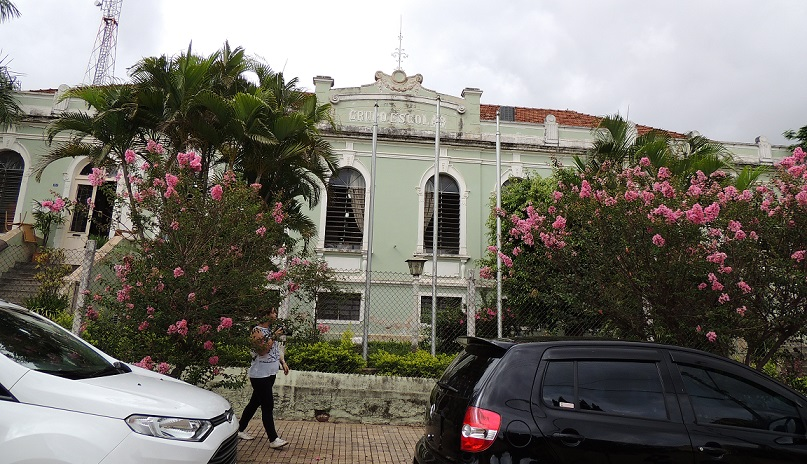
E.M.E.F. Deputado Leônidas Pacheco Ferreira.

- E.M.E.F. Deputado Leônidas Pacheco Ferreira - seu prédio é um bem tombado pelo CONDEPHAAT.

### Comunicações
O sistema de telefones automáticos foi inaugurado na cidade em 1979 pela Telecomunicações de São Paulo (TELESP), que também implantou o sistema de discagem direta à distância (DDD) em 1979 com o código de área (0146). Anteriormente a cidade era atendida pela Companhia Telefônica Brasileira (CTB).
Na década de 90 o código DDD da cidade foi alterado para (014), para padronização do sistema telefônico com a telefonia celular que estava sendo implantada em todo o estado.

## Cultura e lazer

### Eventos
- Em junho Bocaina festeja o seu padroeiro, São João Batista. Na noite de 23 para o dia 24 de junho, à meia noite, devotos passam descalços sobre o braseiro de uma grande fogueira, atualmente acesa em frente à Igreja Matriz. A Festa de São João começa em meados de junho e termina em meados de julho.
- Todo dia 1 de maio, dia do trabalho, acontece a "Alvorada", tradição de mais de 100 anos, trazida pelos colonos italianos. Vários músicos de reúnem e a Banda Carlos Gomes (criada pelo maestro Tulio Ghiselli) sai pelas ruas da cidade, de manhã bem cedo, acordando os munícipes, ao som de tradicionais cantigas, como o Hino do Trabalhador, de origem italiana, marchinhas, dobrados. Algumas famílias oferecem café da manhã à banda e seus seguidores, no decorrer do trajeto, que hoje é feito de ônibus, porque a cidade cresceu.

## Religião
O Cristianismo se faz presente na cidade da seguinte forma:

### Igreja Católica
- O município pertence à Diocese de Jaú.[18]

A igreja Matriz de São João Batista, em Bocaina, é depositária de 13 telas sacras do pintor Benedito Calixto de Jesus. Natural de Itanhaém (1853-1927), Benedito Calixto pintou as telas de Bocaina em 1924 e 1925, consta que foram seus últimos trabalhos. As telas foram recentemente restauradas e estão tombadas pelo Patrimônio Histórico do Estado de São Paulo.

### Igrejas Evangélicas
- Assembleia de Deus Ministério do Belém.[19][20]
- Congregação Cristã no Brasil.[21]
- Igreja Presbiteriana Independente do Brasil.[22]